# SNARC-hatás
A SNARC-hatás (Spatial-Numerical Association of Response Codes) értelmében, az adott kontextuson belül (relatíve) „nagyként” reprezentált számokról a kísérleti résztvevők gyorsabban hoznak döntést a jobb oldali válaszgombbal, míg a „kicsiként” reprezentált számokról a bal oldalival. A nagyság-oldal asszociáció azonban kultúrafüggő, a jobbról balra író kultúrákban fordított irányú. A SNARC hatás nem csak akkor érvényesül, ha a feladat maga kisebb/nagyobb X-nél döntést igényel, hanem a nagyságtól függetlenül meghatározható páros/páratlan döntés esetében is. Továbbá, akkor is megjelenik, ha a szám csak irreleváns háttérként szerepel egy kognitív feladatban, feltéve, hogy a meghozandó döntés, a számosság reprezentációjához hasonlóan a parietális kéreg működéséhez kötött. Mindez arra utal, hogy a SNARC hatás automatikusan jön létre.
A legtöbbet alkalmazott eljárás során a vizsgálati személyek a monitoron egyjegyű számokról hoznak párosság ítéleteket. Egyik kézzel a páros, másik kézzel a páratlan számokra kell gombot nyomniuk. Függetlenül attól, hogy melyik kézzel melyik választ kell jelezni, a bemutatott számsor nagyobb mennyiséget jelölő elemeire (6, 7, 8, 9) jobb kézzel, míg a kisebb mennyiséget jelölő elemeire (1, 2, 3, 4) bal kézzel reagálnak gyorsabban. A mennyiségintervallum középső eleme (a fenti példában az 5), rendszerint nem szerepel az ingerek között. Az intervallum közepe a kisebb/nagyobb döntést váró paradigmákban az összehasonlítás alapját képező referenciaszámot adja.

## A SNARC hatás mechanizmusa

### A mentális számegyenes
Dehaene és munkatársai értelmezésében a hatás azt jelenti, hogy a párosság ítéletek meghozatala közben automatikusan hozzáférünk a feladat szempontjából irreleváns mennyiség információhoz is. A mennyiséget Dehaene hármaskód-modelljében az analóg mennyiség rendszer kezeli: a számok ebben a kódban a téri irányultsággal rendelkező mentális számegyenesen aktiváció eloszlásokként reprezentálódnak a Weber-törvénynek megfelelően zajosan. Ha az arab számok közvetlenül átfordítódnak az analóg mennyiségrendszer kódjába, ez egy téri helyzet automatikus aktiválódását is jelenti, ami így konfliktusba kerülhet a szükséges válasz téri jellegével, befolyásolva a reakció időket.

### Komputációs modell
Eszerint a SNARC-hatás mögött nem közvetlen mennyiség-tér megfeleltetés van. A komputációs modell három réteget feltételez. Az alsó réteg jelenti a mentális számegyenest, és tartalmazza az ún. a szám mezőt (ami a mentális számegyenes egy megjelenése és a cél számot kódolja) és a sztenderd mezőt. A sztenderd mező szintén egyfajta számegyenes, amelynek a funkciója az aktuális feladat függvénye, mennyiség összehasonlítás esetében például a referenciaszámot kódolja. A középső réteg mindkét számegyenesből kap bemenetet. Itt, feladattól függetlenül, a szám „nagyként”, vagy „kicsiként” lesz kódolva, amit az ún. nagyságmező végez. A felső réteg a térileg is meghatározott válaszokat tartalmazza. Ez a réteg két, egymással gátló kapcsolatban álló csomópontból áll. Ha az egyik oldali válasz csomópontjának aktivitása elér egy küszöböt, a válasz kiváltódik.
Santens és Gevers kísérlete igazolja a köztes réteg létezését. Kísérletükben azt kellett eldönteni, hogy egy teszt szám kisebb vagy nagyobb-e a referencia számnál (5). A kísérleti személy az ujját a kiindulási gombon kellett, hogy tartsa, és onnan indította a válaszadást. Mindkét válasz gomb (kisebb/nagyobb) a kiindulási pontnak vagy jobb, vagy bal oldalán volt. Ez egy kiindulási ponthoz közeli és egy távolabbi gombot eredményezett. Az esetek felében a távolabbi gomb jelentette a „nagyobb” és a közeli a „kisebb” választ, míg az esetek másik felében fordítva. A szerzők szerint, ha a numerikus információ egy köztes lépcsőként kategorizálva lesz (kicsi/nagy) mielőtt a számegyenest aktiválná, akkor a közeli/távoli gombok ugyanúgy SNARC hatást fognak kiváltani (kisebb számok a közeli gombbal gyorsak, nagyobb számok a távolival). Ha viszont a szám közvetlenül aktiválja a mentális számegyenest, akkor a referencia számhoz közelebbi számok (4, 6) lesznek gyorsabbak a közeli gomb megnyomására és a számtanilag távoliak (2, 8) a távolabbi gomb nyomására. Eredményeik a komputációs modellt támogatják: közeli/távoli gombokkal is SNARC hatást találtak a mozgás irányától és a teszt-szám referencia-számtól való távolságától függetlenül.

### Válasz szelekció, Simon hatás
Elektrofiziológiai eredmények szerint a SNARC hatás a válaszszervezés szintjén jön létre. Erre utal, hogy a kiváltott potenciálokkal dolgozó vizsgálatban a SNARC hatás korrelátuma erőteljesebben jelentkezett az időben a válaszhoz kötött (response locked), mint az ingerhez kötött (stimulus locked) kiváltott potenciálban. A válaszadás további két részre, a válaszszelekció és a válasz előkészítés szakaszára osztható. Az utóbbi már a motoros parancs kiadására vonatkozik, ennek EEG korrelátuma az úgynevezett lateralizált készenléti potenciál. Amennyiben a motoros válasz előkészítését nehezíti a válasz oldalának és a szám által aktivált téri pozíciónak az össze nem illése az inkongruens próbákban, a lateralizált készenléti potenciál latenciájában is különbség kell, hogy mutatkozzon a kongruens és inkongruens próbák között. Mivel ilyen eltérést Keus és munkatársai nem találtak, azt a következtetést vonják le, hogy a SNARC a válaszszervezésen belül a válaszszelekció szintjén alakul ki.
Az eredmény, miszerint a SNARC hatás a válaszszelekció szintjén alakul ki, kiemeli a SNARC és a Simon hatás közötti hasonlóságot, felvetve a lehetőséget, hogy közös feldolgozási lépcsőn mennek keresztül. A Simon hatás értelmében, ha a kísérleti személyeknek jobb és bal kézzel kell reagálniuk nem téri ingerjellemzőkre (pl. színre), azonban ezek a látótér jobb és bal oldalán jelennek meg, ez az irreleváns téri jellemző interferál a válaszadással, amennyiben inkongruens a szükséges motoros válasz oldalával. Az adatok a Simon és a SNARC hatás közös feldolgozási lépcsőjéről ellentmondóak. A vizsgálati módszer, mellyel ez felderíthető ötvözi a két paradigmát: a számok, amiknek a párosságáról jobb és bal kézzel döntést kell hozni a monitornak jobb vagy bal oldalán jelennek meg. Míg egyes kutatások találtak interakciót a két hatás között viselkedéses mérésekkel, ami közös feldolgozási lépcsőre utal, mások egymástól független SNARC (végrehajtó kéz és mennyiség kapcsolata) és Simon (végrehajtó kéz inger oldalának kapcsolata) hatást regisztráltak.

## Téri asszociációk

### A válasz téri jellege
Felmerülhet a kérdés, hogy a válasz téri jellege a külső térben, vagy a saját testben van-e lehorgonyozva. Keresztezett kézzel (bal kéz a jobb oldali gombon, jobb a bal oldali gombon) végzett kísérletekben rendszerint az eredetivel azonos SNARC hatás mérhető, ami arra utal, hogy nem a kéz, vagy az azt irányító agyfélteke, hanem a külső tér irányaival való kongruencia/inkongruencia okozza a hatást.

### A számreprezentáció téri jellege

#### Az olvasás iránya, mint a szám-tér asszociáció oka
A SNARC hatás kapcsolatban áll a kísérleti személyek kultúrájára jellemző írásiránnyal, ezt leíró szinten már Dehaene és munkatársai zászlóbontó kísérletsorozata is igazolta. Eszerint, Franciaországban élő iráni (jobbról balra tartó írásirányú kultúra) származású személyek esetében nincs, vagy fordított a SNARC iránya, ha kis ideje érkeztek a nyugati írásmódot követő kultúrába, viszont a nyugati típusú (bal-kicsi, jobb-nagy) irányú SNARC figyelhető meg náluk is, ha gyermekkoruk óta ott éltek. Ez az eredmény arra utalhat, hogy a berögzült, állandó olvasási szokások okozzák a számok és a tér egy bizonyos irányú asszociációját. Újabb vizsgálatok szerint azonban kétnyelvű emberek esetében a SNARC hatás erőssége (kisebb mértékben iránya) befolyásolható azzal, hogy közvetlenül a kísérlet előtt melyik olvasási irányt követő nyelven kellett a résztvevőknek szöveget értelmezniük. Mivel hallott szöveg esetében ez a moduláció nem volt mérhető, feltételezik, hogy a SNARC hatás a szöveg feldolgozásához szükséges szemmozgások irányából adódik. Az eredmény továbbá felhívja a figyelmet a számokkal kapcsolatos téri asszociációk rugalmasságára is.

#### A szám-tér asszociációk rugalmassága
A szám-tér asszociációk rugalmasak. Egy kísérletben a résztvevők először egy tréning szakaszban vettek részt, amikor számokról kellett kisebb/nagyobb, mint X döntéseket hozniuk. A feladat szerint a számokról vagy, mint távolságról, vagy mint időről kellett gondolkodniuk, amit egy vonalzó, illetve egy számok nélküli óralap háttérként történő bemutatásával is segítettek. Fontos, hogy a számegyenessel ellentétben, az óralapon a nagy számok esnek bal oldalra. A számegyenes esetében a tesztben (üres monitoron megjelenő számokról kell kisebb/nagyobb döntést hozni) az ismert SNARC hatás jelentkezett. A számokat időként kezelő kísérleti személyeknél a hatás megfordult: bal kézzel reagáltak gyorsabban a nagy és jobbal a kis számokra. Ez alátámasztja, hogy nem közvetlenül a számosság, hanem annak az aktuális téri asszociációi a fontosak.